# Phare de Väderöbod
Le phare de Väderöbod (en suédois : Väderöbod fyr) est un  phare privé situé sur l'île de Väderöbod, l'une des îles Väder dans le Skagerrak appartenant à la commune de Tanum, dans le Comté de Västra Götaland (Suède).

## Histoire
Väderöbod est une petite île rocheuse dans le Skagerrak à environ 15 km au sud-ouest de Fjällbacka. Elle est la plus méridionale des îles Väder. Le premier phare avait été construit en 1867 sur Guleskär, une île toute proche. Le phare, une structure métallique conçue par l'ingénieur Gustaf von Heidenstam (en), a été mis en service le 23 septembre 1867. La lumière fonctionnait à l'huile de colza puis, en 1887, au kérosène. En 1907, une puissante lampe à gaz a été installée. L'ancien phare a été désactivé à la fin de 1964-1965 car celle-ci étant difficile d'accès à cause des mauvaises conditions météorologiques. En 1970, le vieux phare a été démoli et a été mis au rebut. La lanterne et l'objectif ont cependant été sauvés et peuvent être vus au centre communautaire "Nestorsgården" à Fjällbacka.
L'île de Väderöbod, juste au nord de Guleskär, a été choisie pour la construction d'un nouveau phare en 1964. Le nouveau phare était peint en orange avec une section centrale noire. Depuis que le nouveau phare a été automatisé et électrifié grâce à un câble sous-marin en 1965. En 1965-1966, le dernier gardien de phare quitta l'île. Il a aussi été équipé d'un radar Racon. En 2000, le phare a été reconverti à l'énergie solaire et la puissance de la lampe a été ramenée à 20 W et la portée de la visibilité a chuté de moitié.
Le 15 septembre 2010, l'administration maritime suédoise a vendu le phare à une association à but non lucratif. L'association se propose de l'entretenir et de l'exploiter volontairement pour poursuivre le travail culturel commencé en 1979 lors du début des travaux de rénovation et d'entretien des phares.
En conjonction avec la fermeture du phare, une lumière LED de 6 W a été installée, les secteurs rouge et vert ont été remplacés par de la lumière blanche, et la portée de visibilité a été réduite à six milles nautiques et le radar a été retiré.

## Description
Le phare  est une tour cylindrique en béton à de 19 mètres de haut, avec une galerie et une lanterne. Le phare est totalement peint en rouge. Il émet, à une hauteur focale de 32 mètres, un long éclat blanc toutes les 8 secondes. Sa portée nominale est de 6 milles nautiques (environ 11 km).
Identifiant : ARLHS : SWE-409 ; SV-8466 - Amirauté : C0335 (ex-B2126) - NGA : 0192 .
|                |
| L'ancien phare |

### Lien connexe
- Liste des phares de Suède